# Монахов, Николай Фёдорович
Николай Фёдорович Монахов (18 (30) марта 1875, Санкт-Петербург, — 5 июля 1936, Токсово) — русский советский актёр театра и кино, певец оперетты. Народный артист РСФСР (1932).

## Биография

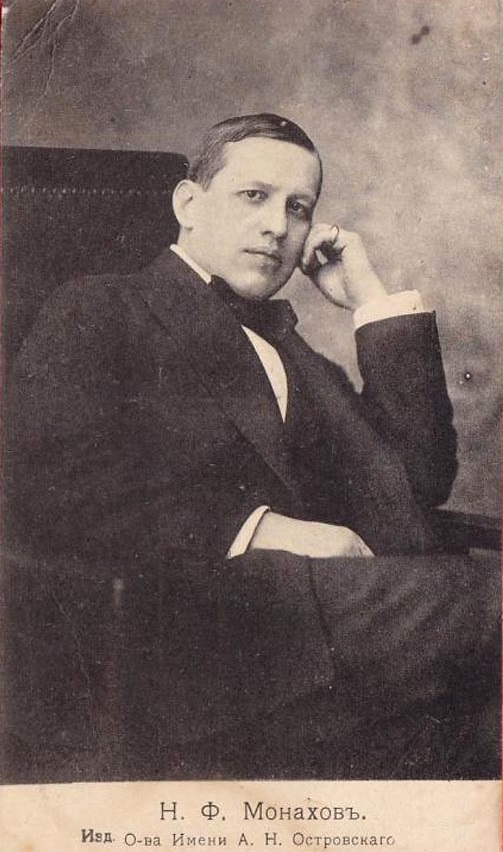
Монахов Н. Ф., 1900-е гг.

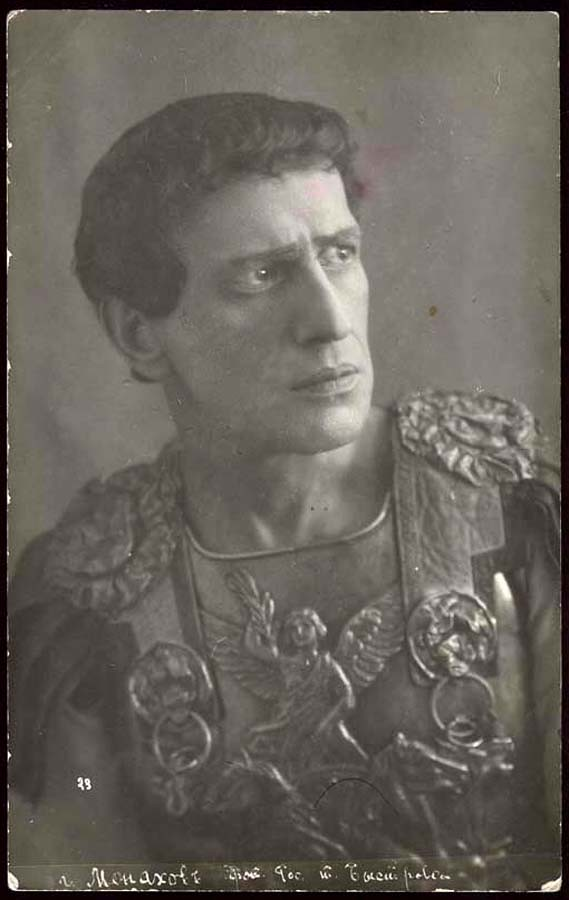
Монахов Н. Ф. в образе римлянина.

Родился в многодетной рабочей семье. В 1886 году окончил двуклассное начальное городское училище и поступил в реальное училище, из которого через 2 года был исключён; в это же время был певчим в хоре Смольного собора.
После исключения из училища оказался в Новгороде, где пел в хоре Софийского собора, окончил четырехклассное городское училище. В дальнейшем служил в департаменте окладных сборов в Санкт-Петербурге.
В 1895 году дебютировал в роли Незнамова («Без вины виноватые» А. Н. Островского) в любительских спектаклях «Петербургского попечительства о народной трезвости». С 1896 года выступал на эстраде — на народных гуляниях и в шантанах с куплетами и песенками, в том числе с П. Ф. Жуковым, с которым создал эстрадный дуэт сатириков-куплетистов.
С 1904 года выступал в оперетте; дебютировал в Киеве в труппе Сабурова, исполнив роль Принцевалле в оперетте В. П. Валентинова «Монна Ванна». В дальнейшем выступал в опереточных труппах в Саратове, Киеве, Ростове-на-Дону и других городах. Играл на сцене театра «Эрмитаж» (Москва), с 1907 года в Санкт-Петербурге — в театре «Буфф», затем, в 1910—1912 годах, — в Панаевском театре, где стал главным режиссёром.
В 1913—1914 годах выступал в Московском Свободном театре, где сыграл дьячка Афанасия Ивановича в «Сорочинской ярмарке» М. П. Мусоргского, Калхаса в «Прекрасной Елене» Ж. Оффенбаха, комментатора-чтеца в «Жёлтой кофте» Ф. Легара. Монахов обладал баритоном красивого тембра и широкого диапазона. Мог исполнять и теноровые партии, как, например, Адам в «Продавце птиц» К. Целлера, и басовые, в частности, Вельзевула в «Адской любви» Гризера.
К концу 1910-х годов Монахов был одним из крупнейших артистов оперетты и в качестве гастролёра продолжал выступать в оперетте вплоть до 1927 года; однако мечтал о драматической сцене и в 1918 году стал одним из основателей петроградского Большого драматического театра. В спектакле, которым 15 февраля 1919 года открылся театр, «Дон Карлос — инфант испанский» по трагедии Ф. Шиллера, Николай Монахов сыграл короля Филиппа.

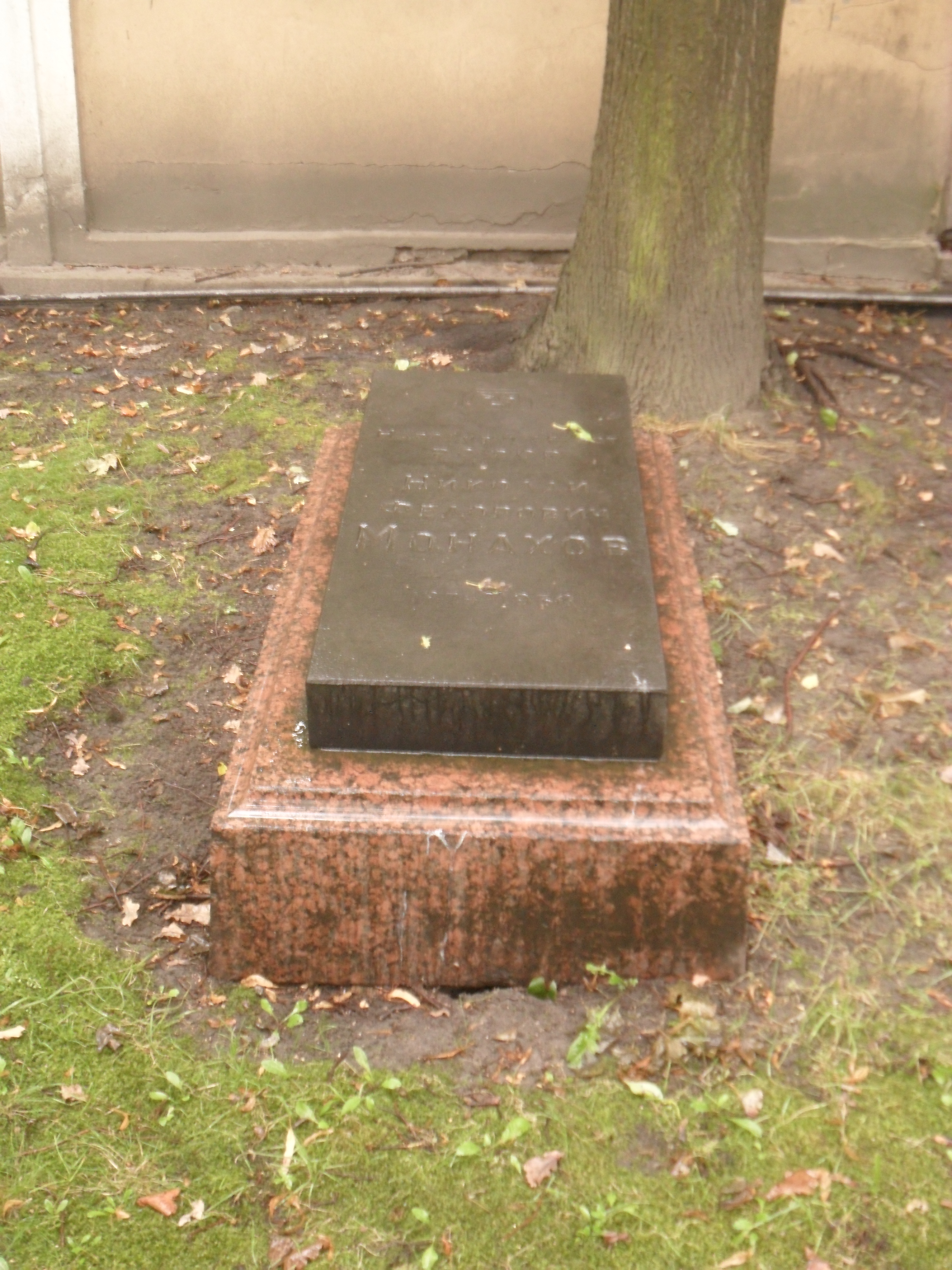
Могила Монахова в Некрополе мастеров искусств в Санкт-Петербурге.

В Большом драматическом театре Николай Монахов служил до конца жизни, был ведущим актёром, играл как трагические, так и комические роли классического и современного репертуара. Среди лучших его ролей — Яго, Шейлок и Юлий Цезарь в трагедиях У. Шекспира, Франц Моор в «Разбойниках» Ф. Шиллера, а также Егор Булычов, Артём Годун в «Разломе» Б. Лавренёва, Распутин в «Заговоре императрицы» А. Н. Толстого и П. Щёголева.
Как режиссёр в 1926 году поставил спектакль «Блоха» по Н. Лескову (инсценировка Е. Замятина).
С 1914 года снимался в кино.
Скоропостижно умер 5 июля 1936 года в Токсово. Похоронен на Тихвинском кладбище.

## Творчество

### Роли в Большом драматическом театре
- 1919 — «Дон Карлос» Ф. Шиллера; режиссёр А. Н. Лаврентьев — король Филипп
- 1919 — «Много шума из ничего» У. Шекспира; режиссёр Н. Н. Арбатов — Бенедикт
- 1919 — «Разбойники» Ф. Шиллера; режиссёр Б. М. Сушкевич — Франц Моор
- 1920 — «Царевич Алексей» Д. С. Мережковского; режиссёры А. Н. Бенуа и А. Н. Лаврентьев — Алексей
- 1920 — «Отелло» У. Шекспира; режиссёр А. Н. Лаврентьев — Яго
- 1920 — «Венецианский купец» У. Шекспира; режиссёр А. Н. Бенуа — Шейлок
- 1921 — «Слуга двух господ» К. Гольдони; режиссёр А. Н. Бенуа — Труффальдино
- 1921 — «Рюи Блаз» В. Гюго; режиссёр Н. В. Петров — дон Сезар де Базан
- 1921 — «Двенадцатая ночь» У. Шекспира; режиссёр Н. В. Петров — Мальволио
- 1921 — «Смехотворные прелестницы» («Смешные жеманницы») Ж. Б. Мольера; режиссёр А. Н. Бенуа — Маскариль
- 1921 — «Лекарь поневоле» Мольера; режиссёр А. Н. Бенуа — Сганарель
- 1922 — «Юлий Цезарь» У. Шекспира; режиссёр К. П. Хохлов — Юлий Цезарь
- 1923 — «Грелка» А. Мельяка и Л. Галеви; режиссёр А. Н. Бенуа — Патюрель
- 1924 — «Бунт машин» А. Н. Толстого; режиссёр К. П. Хохлов — Обыватель
- 1924 — «Анна Кристи» Ю. О’Нила; режиссёр А. Н. Лаврентьев — капитан Кристи
- 1925 — «Заговор императрицы» А. Н. Толстого и П. Е. Щёголева — Распутин
- 1925 — «Мятеж» Б. Лавренёва; режиссёр А. Н. Лаврентьев — Рузаев
- 1926 — «Азеф» A. Толстого и П. Щеголева; режиссёр А. Н. Лаврентьев — Азеф
- 1926 — «Женитьба Фигаро» П. Бомарше; режиссёр А. Н. Бенуа — Фигаро
- 1927 — «Пурга» Д. Щеглова; режиссёр Б. М. Дмоховский — Владимир
- 1927 — «Разлом» Б. А. Лавренёва; режиссёр К. К. Тверской — Годун
- 1927 — «Любовь Яровая» К. А. Тренёва; режиссёр Б. М. Дмоховский — Швандя
- 1928 — «Человек с портфелем» А. М. Файко; режиссёр К. К. Тверской — Гранатов
- 1929 — «Заговор чувств» Ю. К. Олеши; режиссёр К. К. Тверской — Иван Бабичев
- 1929 — «Город ветров» В. М. Киршона; режиссёр К. К. Тверской — Гороян
- 1931 — «Линия огня» Н. Н. Никитина; режиссёр К. К. Тверской — Виктор
- 1932 — «Егор Булычёв и другие» М. Горького; режиссёры К. К. Тверской и В. В. Люце — Егор Булычёв
- 1933 — «Доходное место (пьеса)» А. Н. Островского; режиссёр В. В. Люце — Юсов
- 1933 — «Достигаев и другие» М. Горького; режиссёр В. В. Люце — бородатый солдат
- 1935 — «Ричард III» У. Шекспира; режиссёр К. К. Тверской — Ричард

### Фильмография
- 1914 — «Человек — не дерево»
- 1928 — «Инженер Елагин» — Елагин
- 1929 — «Человек с портфелем» — Гранатов
- 1935 — «Дубровский» — Троекуров

## Сочинения
- Монахов Н. Ф. Повесть о жизни. — Л., 1936. (2 изд. — Л.—М., 1961).
- Монахов Н. Ф. Моя работа над ролью. — Л., 1937.